# Агапов, Семён Иванович
Семён Ива́нович Ага́пов (1852—?) — русский рабочий, деятель революционного движения, член Всероссийской социально-революционной организации, пропагандист. Был осуждён по Процессу пятидесяти и выслан в Сибирь.

## Биография
Семён Иванович Агапов родился в 1852 году. Впоследствии он работал в Москве, на котельном заводе Гекмана. С 1874 года под влиянием Петра Алексеева он входил в революционный «кружок москвичей» (Всероссийскую социально-революционную организацию). В мае-августе 1875 году Семён Иванович Агапов вёл пропаганду в Иваново-Вознесенске среди рабочих фабрики Зубкова. 7 августа он был арестован по обвинению в распространении нелегальной литературы и участии в революционном кружке, при аресте Агапов оказал сопротивление. Он был осуждён по Процессу пятидесяти на 3 года и 4 месяца каторги. Агапова выслали на Кару. С 1880 года он был переведён на поселение в Баргузин. В 1885—1888 годах жил в Сургуте. О его дальнейшей судьбе никаких сведений не имеется.